# Городище (Чудновский район)
Городи́ще (укр. Городище) — село на Украине, находится в Чудновском районе Житомирской области.
Код КОАТУУ — 1825888402. Население по переписи 2001 года составляет 296 человек. Почтовый индекс — 13220. Телефонный код — 4139. Занимает площадь 1,67 км².

## Адрес местного совета
13220, Житомирская область, Чудновский р-н, с. Тютюнники, ул. Лонского, 3